# Agrolesnictví

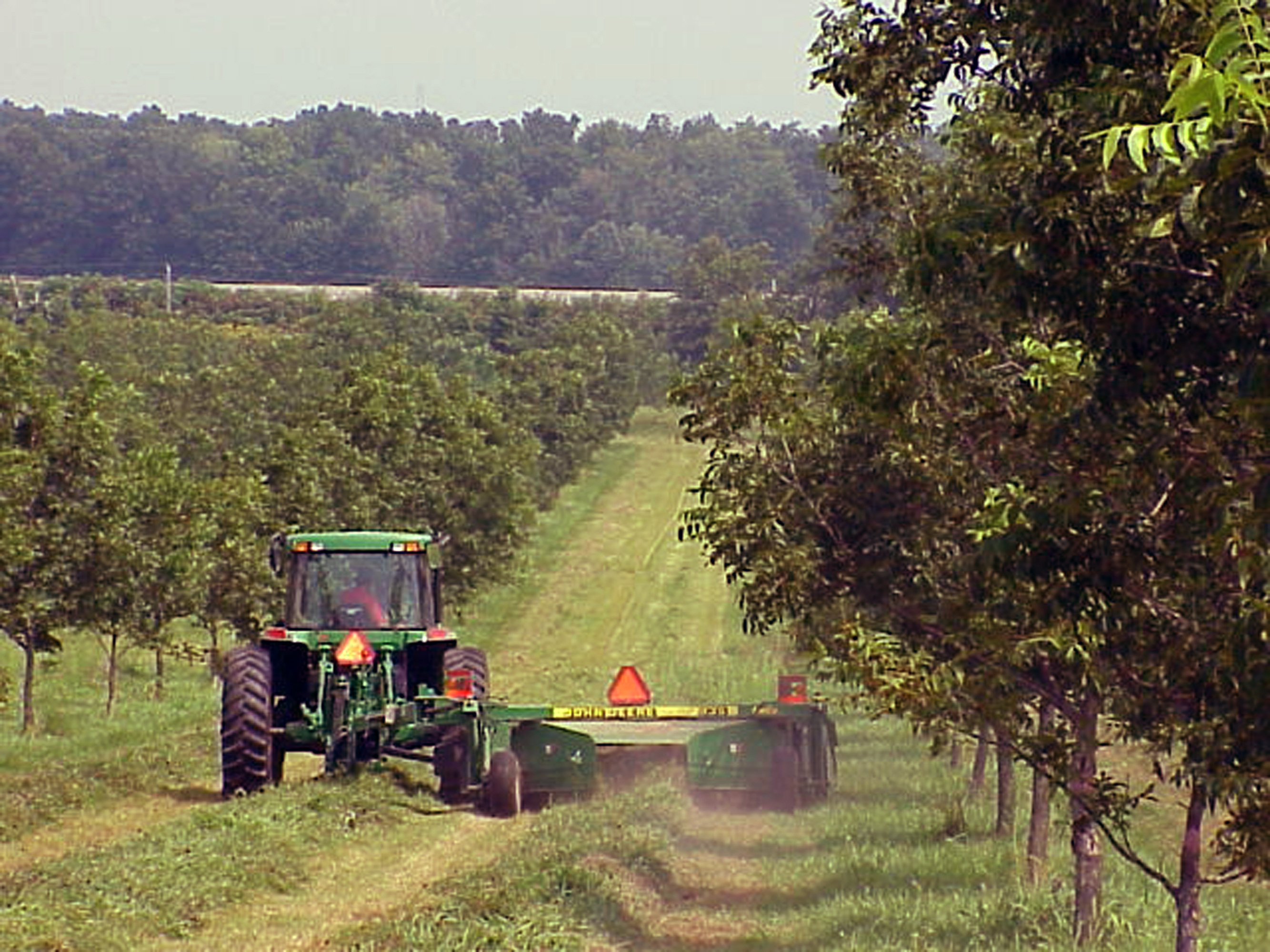
Kombinace luční a dřevařské produkce ve Wisconsinu (USA)

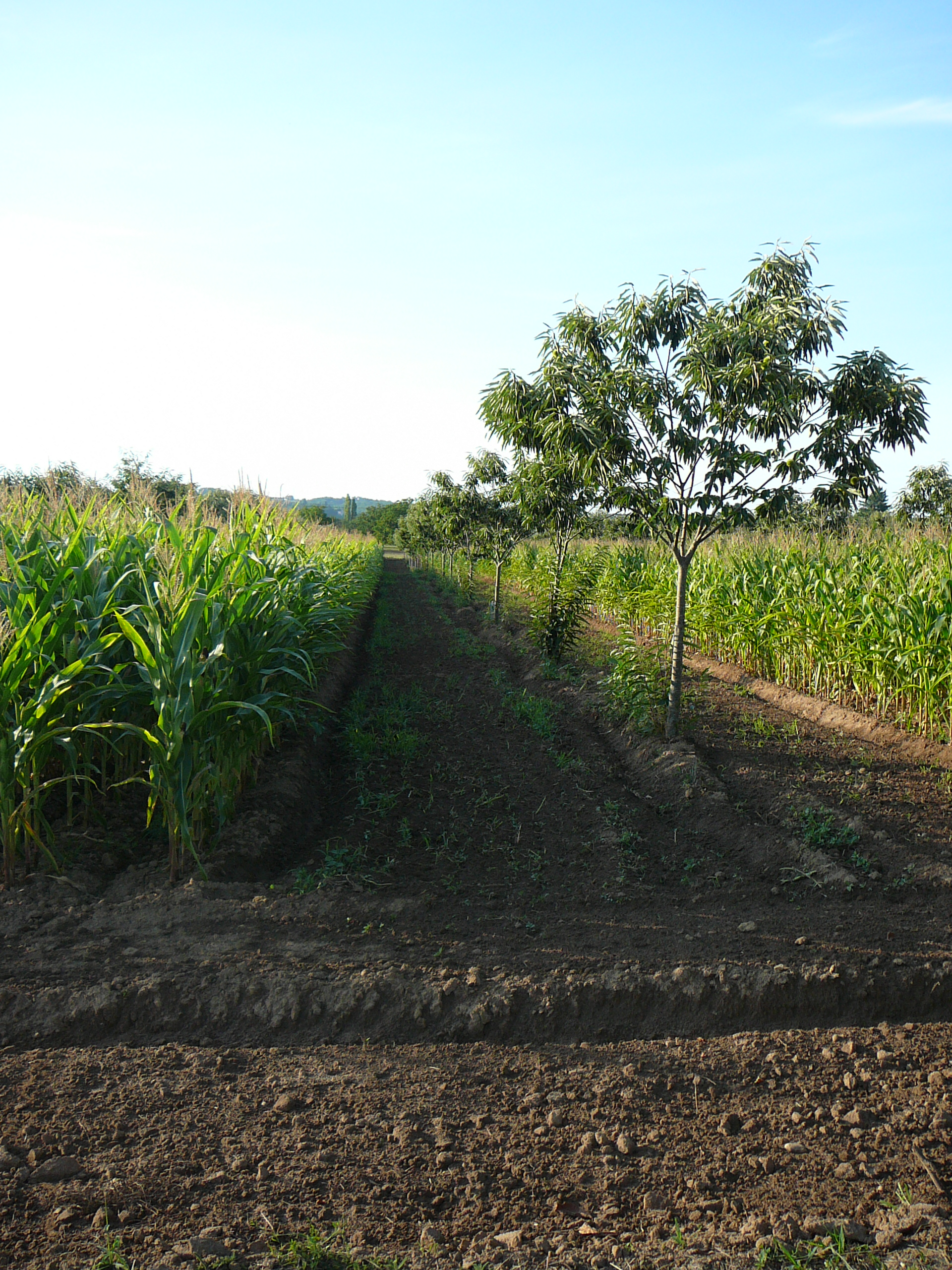
Agrolesnictví (kukuřice a kaštan)

Agrolesnictví je způsob hospodaření na zemědělské nebo lesní půdě, který kombinuje pěstování dřevin s některou formou zemědělské produkce na jednom pozemku, a to buď prostorově, nebo časově. Podmínkou je, že složky agrolesnického systému (dřeviny, plodiny, zvířata, případně jiné) jsou pěstovány, resp. chována s hospodářským a/nebo environmentálním záměrem.
Agrolesnictví přináší řadu výhod jak z ekologického, tak i hospodářského hlediska. Mezi klíčové přínosy patří ekosystémové služby, které pomáhají ochlazovat krajinu, zlepšovat kvalitu půdy a podporovat malý vodní cyklus. Výsadba dřevin na zemědělské půdě zároveň chrání půdu před erozí a pomáhá vázat uhlík, čímž přispívá ke zmírnění klimatických změn. Díky rozmanitému prostředí se také zvyšuje biodiverzita, což vede k větší stabilitě ekosystému.

Z ekonomického hlediska umožňuje agrolesnictví diverzifikaci produkce, což snižuje riziko spojené s monokulturami. Farmáři mohou kombinovat pěstování dřevin s tradičními zemědělskými postupy a využívat výhody větrolamů či produkce dřeva, ovoce nebo pícnin. Tyto systémy tak poskytují odolnější a udržitelnější způsob hospodaření, který se lépe přizpůsobuje extrémním teplotám a suchu.

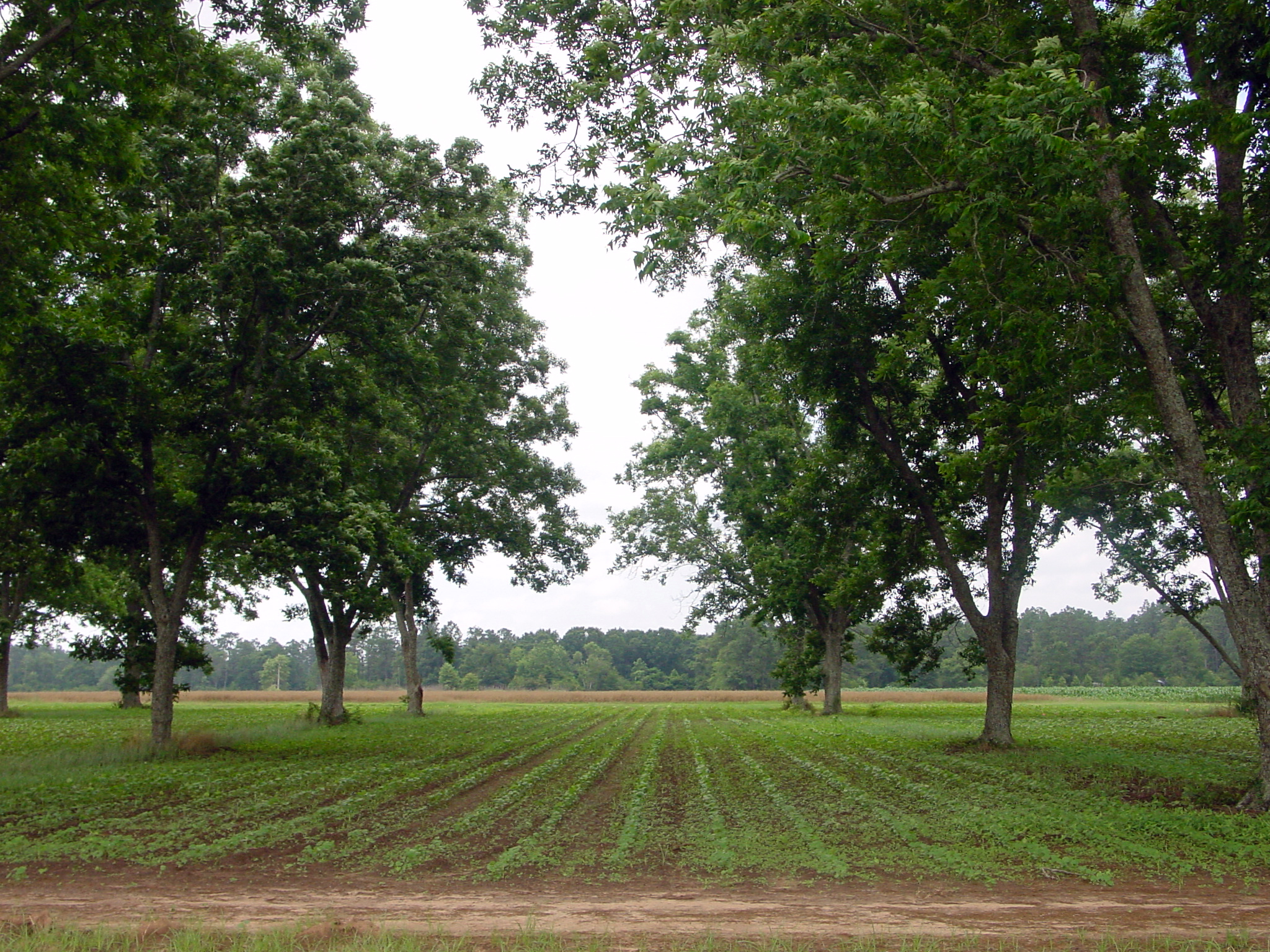
Společné pěstování bavlníku a pekanových ořechů na Floridě

Kombinací lesní a zemědělské výroby, kde významnou roli hraje i člověk jako aktivní hospodář, odběratel produktu i správce krajiny, vznikají jedinečné agrolesnické systémy (ALS) nebo také agrolesnické praktiky. Agrolesnictví je též vědní obor zabývající se výzkumem agrolesnických systémů, jejich přínosy a podstatou jejich fungování, což může vést k jejich inovaci. V neposlední řadě je agrolesnictví spojeno s určitým způsobem přístupu člověka k přírodě, krajině a vůbec bytí.

## Historie
Agrolesnictví má v českých zemích hluboké kořeny, přičemž jeho nejvýznamnějším historickým předchůdcem bylo polaření – systém, kdy se plodiny pěstovaly mezi mladými stromky. Tento způsob hospodaření umožňoval efektivní využití půdy a byl běžný až do moderní doby. Už od raného středověku se také praktikovalo střídání plodin s lesními porosty a pastva v lesích, která však byla v 18. století zakázána, kvůli narušení lesní krajiny. Přestože tyto metody postupně ustoupily intenzivnímu zemědělství, dnes se k nim agrolesnictví vrací jako udržitelná alternativa spojující zemědělskou produkci s ochranou krajiny.

## Typy agrolesnictví
Agrolesnictví zahrnuje několik různých systémů, které se liší podle kombinace dřevin se zemědělskou produkcí. Silvoorebné systémy propojují pěstování stromů s rostlinnou produkcí na orné půdě. Silvopastevní systémy zase kombinují dřeviny s chovem hospodářských zvířat na pastvinách. Další variantou je agrolesnictví v trvalých kulturách, kde se dřeviny vysazují do sadů, vinic nebo jiných trvalých plantáží. Liniové výsadby dřevin na okrajích polí pomáhají chránit půdu před erozí a vizuálně oddělují zemědělskou půdu od ostatních pozemků. Specifickou formou je městské a vesnické agrolesnictví, kdy se stromy a další vegetace integrují do zastavěného území, kde nejčastější je pěstovaní rostlin a chov domácích zvířat k soukromým účelům.

### Silvoorebné systémy
Silvoorebné systémy představují kombinaci pěstování dřevin s tradiční rostlinnou produkcí na orné půdě. Stromy jsou vysazovány v pravidelných liniích s různými rozestupy (obvykle 10–70 metrů), přičemž na zbývající ploše se pěstují obilniny, zelenina nebo pícniny. V Evropě se tento typ agrolesnictví rozkládá na 358 tisících hektarech, což je jen malý zlomek celkové plochy agrolesnických systémů.

### Silvopastevní systémy
Silvopastevní systémy spojují výsadbu stromů s chovem hospodářských zvířat na trvalých travních porostech. Na rozdíl od silvoorebných systémů  mohou být stromy vysazeny v liniích, roztroušeně nebo ve skupinách, přičemž jejich rozestupy se pohybují mezi 1 až 6 metry. Tento systém poskytuje zvířatům přirozený stín, lepší mikroklima a tím i lepší obecný welfare.
V Evropě jsou silvopastevní systémy mnohem rozšířenější než silvoorebné, a to na 15,1 milionech hektarů z 15,4 mil. ha, což představuje většinu agrolesnických ploch. V České republice tvoří hlavní část agrolesnických systémů s rozlohou přibližně 36 tisíc hektarů, především v horských a podhorských oblastech. Oproti silvoorebným systémům, které jsou zatím méně časté, se silvopastevní model lépe přizpůsobil tradičnímu využití krajiny a představuje přirozenější přechod mezi lesním a zemědělským hospodařením.

## Výhody
Výhody agrolesnictví lze rozdělit do několika kategorií:
- ekonomické výhody – diverzifikace příjmů z různých zdrojů (dřevo, plodiny, živočišná produkce), zvýšení celkové produktivity půdy,
- environmentální výhody – zlepšení kvality půdy a její ochrana před erozí, podpora biodiverzity a ekologické stability, zachycování uhlíku a přispění k mitigaci klimatických změn,
- sociální výhody – estetické a rekreační hodnoty krajiny, zachování tradičních způsobů hospodaření a kulturního dědictví.

## Nevýhody
K nevýhodám agrolesnictví patří mimo jiné obavy z nižších zemědělských a finančních výnosů, finanční výhody se projeví až po vyhodnocení produkce dřeva, tedy v střednědobém a dlouhodobém horizontu. Ekonomické a ekologické přínosy se považují za dlouhodobé.
Agrolesnické systémy jsou složité, pracně náročné a vyžadují další dovednosti a znalosti; výsadba stromů na nelesních pozemcích je obtížná a stromy komplikují mechanizaci.
Rozvoj agrolesnictví komplikuje i nedostatek informací o agrolesnických praktikách, nedostatek informací o ekonomických faktorech a složitost administrativních kroků spojených se zaváděním agrolesnictví.